# Курган, Авни
Авни Курга́н (тур. Avni Kurgan; 27 января 1910, Стамбул — 1979) — турецкий футболист, вратарь. Участник летних Олимпийских игр 1936 года.

## Биография
В 1929 году Курган присоединился к стамбульскому клубу «Галатасарай», за который играл всю карьеру. В 1931 году в составе «львов» выиграл Стамбульскую лигу.
В составе сборной Турции принимал участие на олимпийском футбольном турнире 1936 года, но на поле так и не вышел. Всего за сборную Турции сыграл 3 матча.
Скончался в 1979 году.

## Достижения
«Галатасарай»
- Чемпион Стамбульской лиги (1): 1930/31